# Белорецкая компьютерная школа
Белорецкая компьютерная школа (БКШ) — средняя общеобразовательная школа с углубленным изучением математики, физики, информатики и английского языка.

## История
В конце 80х годов успешный многолетний эксперимент Хазанкина Романа Григорьевича по физико-математическим классам в средней школе № 14 г. Белорецка потребовал дальнейшего развития.
Таким образом в 1990м году на базе Белорецкого учебно-производственного комбината открылась Белорецкая компьютерная школа.
В 1990м году прошел первый набор в школу на конкурсной основе.
Обучение математике ведется по методу обучения : Вертикальная педагогика.
Школа входит в состав “Уральского регионального экспериментального  учебно-научного комплекса” (УРЭК).
В 1990-92 году УРЭК построил и ввел в действие комфортабельное пятиэтажное общежитие-гостиницу, что позволило проводить обучение иногородних учащихся в режиме интерната и проводить специализированные летние и зимние школы.
В школе издавалась газета "БуКаШка" о жизни школы.
В 2010 году выпускники школы организовали "Благотворительный фонд имени заслуженного учителя РФ Хазанкина Р.Г" с целью сохранения интеллектуального потенциала учителей и учеников школы.

## Качество преподавания, награды, отличия
Учащиеся школы неоднократно побеждали и занимали призовые места в городских, республиканских и всероссийских олимпиадах по математике, физике и информатике.
Школа является одним из лидеров школьного образования.
Выпускники школы поступают в лучшие университеты России.
Несколько сотен учеников являются призерами олимпиад различного уровня.
В 1993 году школа вошла в десятку лучших школ в математическом направлении среди школ на территории СНГ по версии Американского математического общества.
В 1994 году  Министерство образования РФ признало школу как одну из сильнейших в России в гуманитарном отношении.
В 2006 году Хазанкин Р. Г. (научно-методический руководитель БКШ) и Хазанкин В.Г. (ректор УРЭК) удостоены премии Правительства РФ в области образования за разработку «Белорецкая компьютерная школа - центр интеллектуального развития школьников» 
В школе проходили летние конференции международного турнира городов.

## Успехи в олимпиадах

### 2007 год
IV Международная естественнонаучная олимпиада школьников (International Junior Science Olimpiad - IJSO). Лисицкий Дмитрий Вадимович - в составе  завоевал серебряную медаль в г. Тайбэй (Республика Китай). Сборная России заняла первое место.
Достижения учащихся НОУ "СИГМА" и Белорецкой компьютерной школы Архивная копия от 4 ноября 2018 на Wayback Machine